# Lanet
Lanet – miejscowość i gmina we Francji, w regionie Oksytania, w departamencie Aude. Przez miejscowość przepływa rzeka Orbieu. 
Według danych na rok 1990 gminę zamieszkiwało 57 osób, a gęstość zaludnienia wynosiła 7 osób/km² (wśród 1545 gmin Langwedocji-Roussillon Lanet plasuje się na 843. miejscu pod względem liczby ludności, natomiast pod względem powierzchni na miejscu 849.).